# Sami Al-Hashash
Sami Al-Hashash (15 settembre 1959) è un ex calciatore kuwaitiano, di ruolo difensore.